# Ignacio Camuñas
Ignacio Camuñas Solís, né le 1er septembre 1940 à Madrid, est un homme politique espagnol. Il est membre de l'Union du centre démocratique (UCD) de 1977 à 1983, et brièvement ministre adjoint pour les Relations avec les Cortes Generales en 1977.

## Biographie

### Une formation de juriste
Il obtient en 1961 une licence de droit à l'université complutense de Madrid. Il passe ensuite avec succès un diplôme identique, en droit comparé, à l'université de Strasbourg.

### Vie professionnelle
En 1964, il réussit les concours de l'école diplomatique. Il en ressort deux ans plus tard, avec le grade de secrétaire d'ambassade. 
Il se tourne cependant vers le monde de l'édition, participant à la fondation des Cuadernos para el Diálogo. Il crée en 1967 la société Guadiana, qu'il préside pendant huit ans.

### Engagement politique libéral
Fondateur du Parti démocrate populaire (PDP) dans les années 1970, il en devient secrétaire général, avant de rejoindre l'Union du centre démocratique (UCD).

### Un très bref ministre
À l'occasion des élections constituantes du 15 juin 1977, il est investi en septième position sur la liste UCD dans la province de Madrid. Il est élu au Congrès des députés, puis nommé ministre adjoint pour les Relations avec les Cortes Generales le 4 juillet suivant, à 36 ans. Il démissionne cependant dès le 28 septembre, afin marquer son désaccord avec la volonté d'Adolfo Suárez de faire de l'UCD un parti unifié.
Le 10 novembre suivant, il devient président de la commission des Affaires étrangères du Congrès.

### Retrait progressif de la politique
Pour le scrutin du 1er mars 1979, il est choisi comme tête de liste dans la province de Valladolid et réélu au Congrès. Il conserve sa présidence de commission, tout en siégeant à la députation permanente et à la commission de la Défense, puis à la commission constitutionnelle à compter de 1980.
Aux élections générales anticipées du 28 octobre 1982, il se présente encore à Valladolid mais perd son siège du fait de la déroute de l'UCD.
Il fonde en 1984 le Parti Action libérale, qui rejoint le Centre démocratique et social (CDS) l'année suivante. Il met alors un terme à sa carrière politique.
Le 16 janvier 2014 il co-fonde le parti Vox, avec d'autres militant du Parti populaire. En septembre de la même année, il annonce son retrait.
Il présente en octobre 2018 la « Plate-forme Espagne Toujours » (en espagnol : Plataforma España Siempre), qui promeut la disparition des communautés autonomes au profit d'un État unitaire où seules resteraient les communes et les provinces. Il dénonce l'existence du « séparatisme » et d'un « nationalisme séditieux » qui s'installerait selon lui en Catalogne, au Pays basque, en Navarre, en Communauté valencienne et dans les îles Baléares.